# Taute (Fluss)
Die Taute ist ein Fluss in Frankreich, der im Département Manche in der Region Normandie verläuft. Sie entspringt beim Ort L’Hôtel Caplain, im Gemeindegebiet von Cambernon, entwässert generell in nordöstlicher Richtung durch die Sumpflandschaften des Regionalen Naturpark Marais du Cotentin und Bessin und mündet nach rund 40 Kilometern im Gemeindegebiet von Saint-Hilaire-Petitville, an der Hafeneinfahrt von Carentan, als rechter Nebenfluss in die Douve. Oberhalb von Carentan wird  in einem Seitenarm Wasser von der Taute abgezweigt, um das Hafenbecken zu versorgen.

## Orte am Fluss

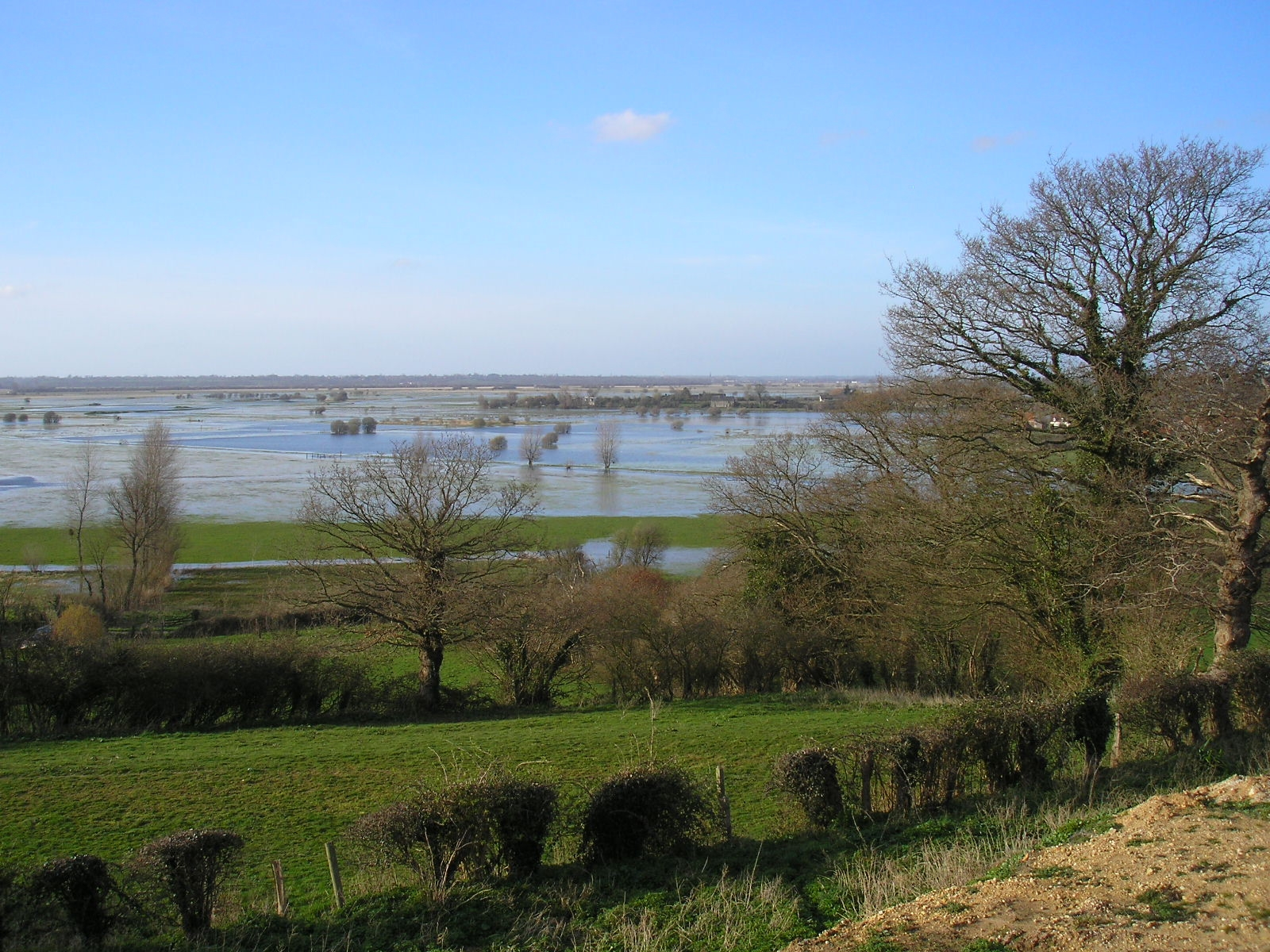
Das Sumpfgebiet der Taute in der Gemeinde Graignes-Mesnil-Angot

- Saint-Sauveur-Lendelin
- Périers
- Saint-André-de-Bohon
- Graignes-Mesnil-Angot
- Carentan
- Saint-Hilaire-Petitville

## Schifffahrt
Zwischen den Unterläufen der Flüsse Vire und Taute verläuft der 12 Kilometer lange Canal de Vire et Taute, der 1839 auf Initiative von Alfred Mosselman errichtet und als Binnen-Schifffahrtsweg zwischen Saint-Lô und Carentan genutzt wurde. Der Kanal wurde nach 1944 für die Schifffahrt geschlossen, da die Schleusenanlagen beim Rückzug der deutschen Truppen teilweise zerstört wurden. Seit 2008 bemühen sich die umliegenden Gemeinden um eine Wiederinstandsetzung des Kanals für den Tourismus auf dem Wasser.